# سلطان بتيري
السلطان بتيري -- هي مدينة متوسطة الحجم في منطقة ويناد في ولاية كيرالا، الهند. انها تستمد اسمها الحالي من تيبو سلطان ميسور
سلطان بتيري ويبلغ عدد سكان المستوطنات الكبيرة. هناك أناس من جميع أنحاء ولاية كيرالا تقريبا من الذين هاجروا إلى هذه الأرض الخصبة لبناء حياتهم. أحد السكان الثالثة بتيري سلطان تشكيلها من قبل المسلمين. تشكل أحد السكان المسيحيين الخامس. والباقي من السكان ينتمي إلى الهندوس. ساعد عملهم الشاق والتضحية بهم لتحقيق الازدهار. من ناحية أخرى، شهدت العقود القليلة الماضية من تهميش كامل للسكان الأصليين.

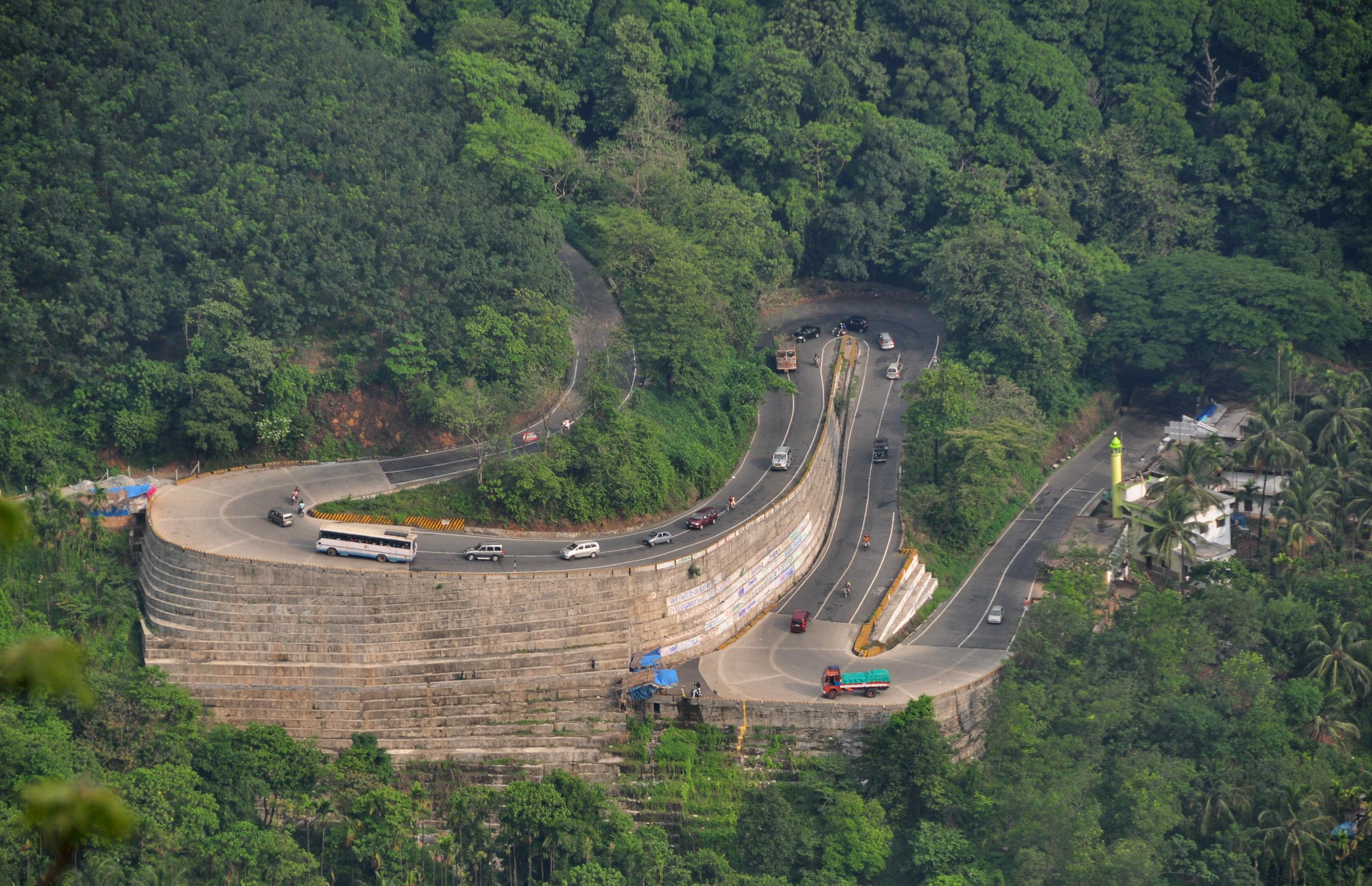
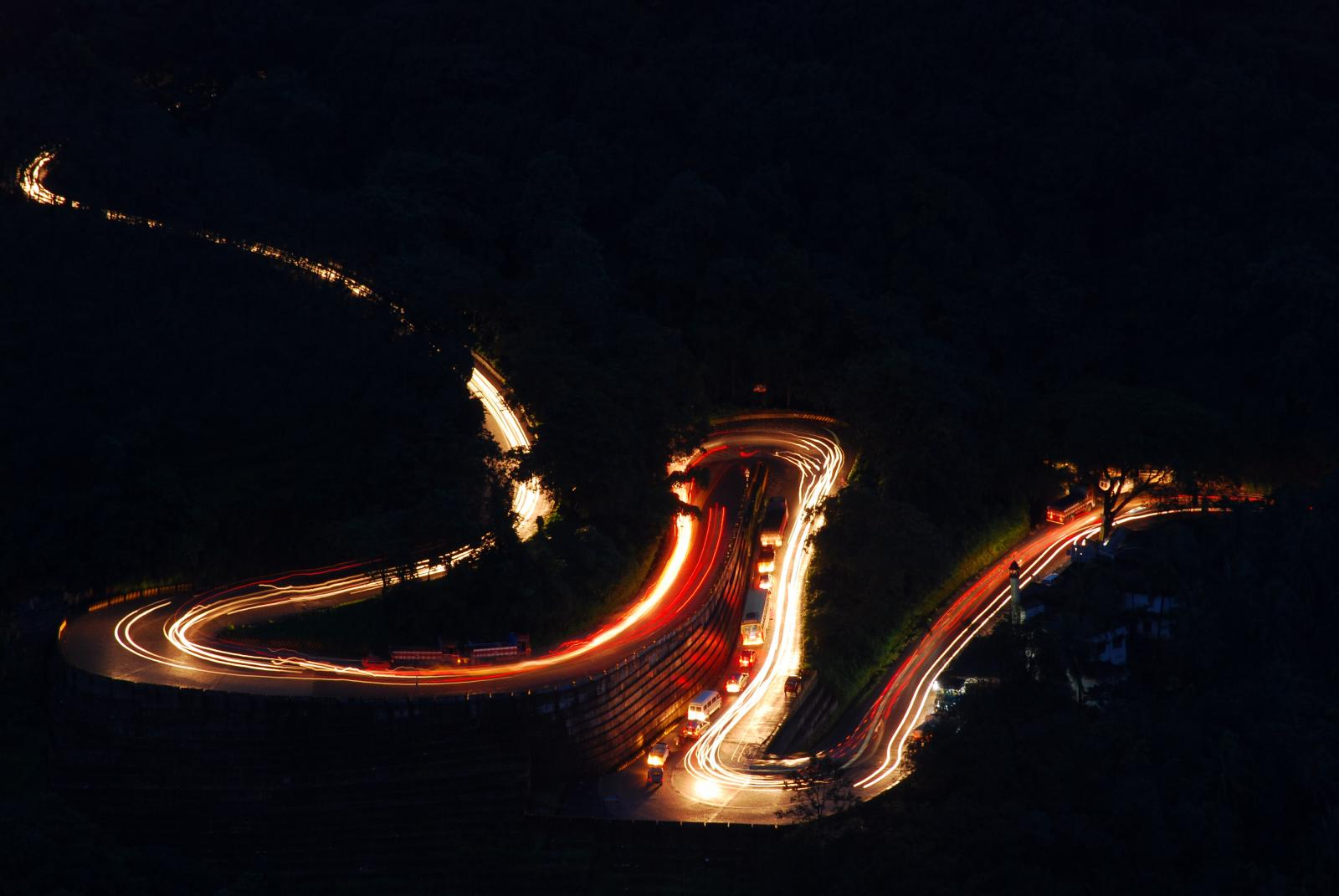
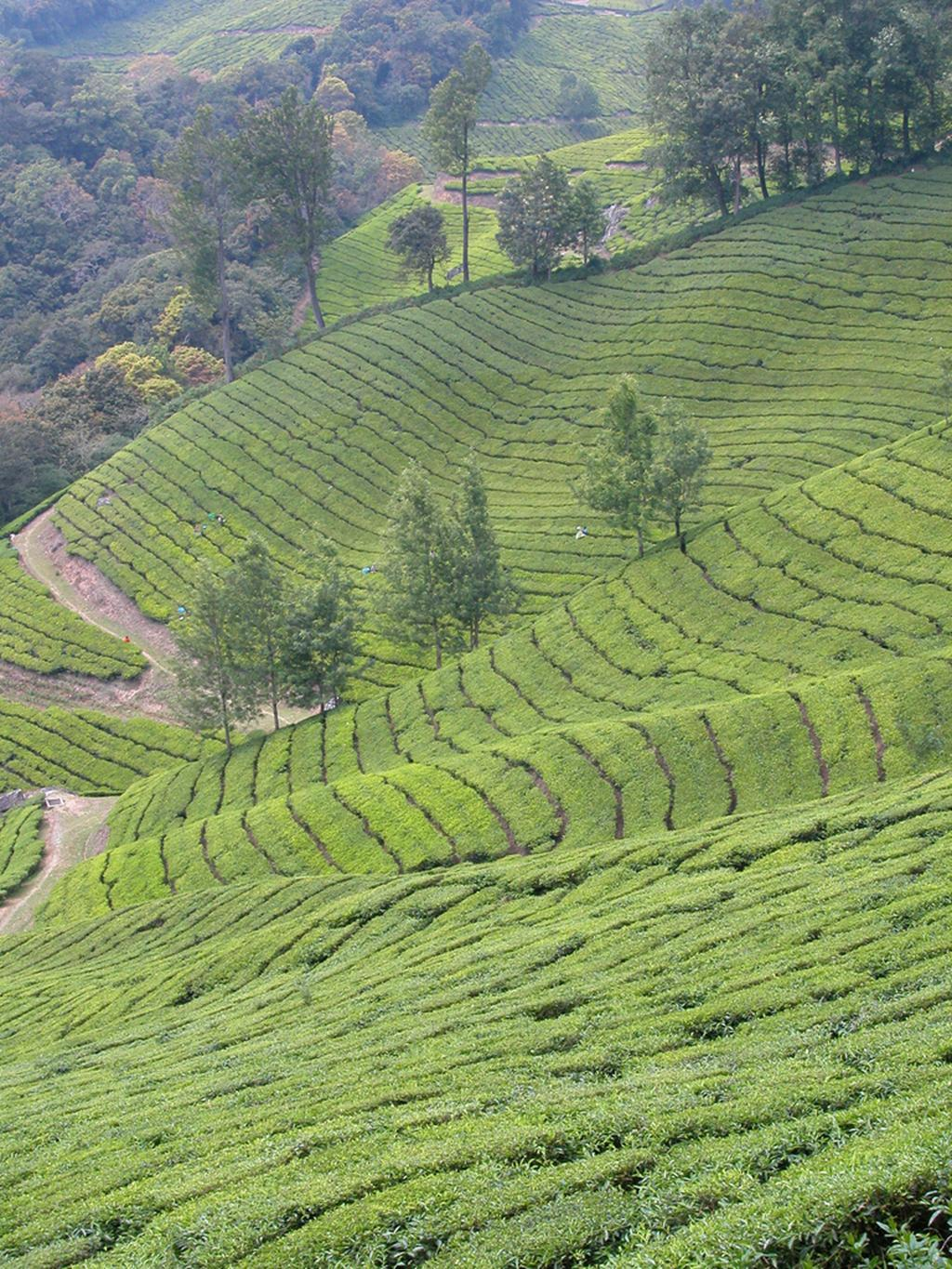
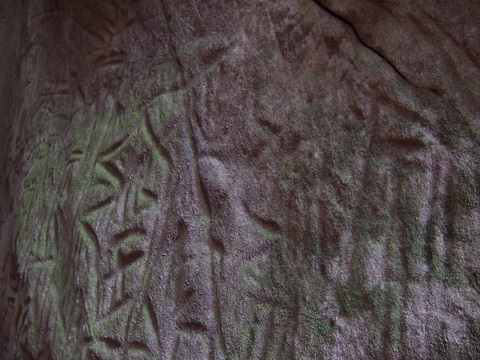
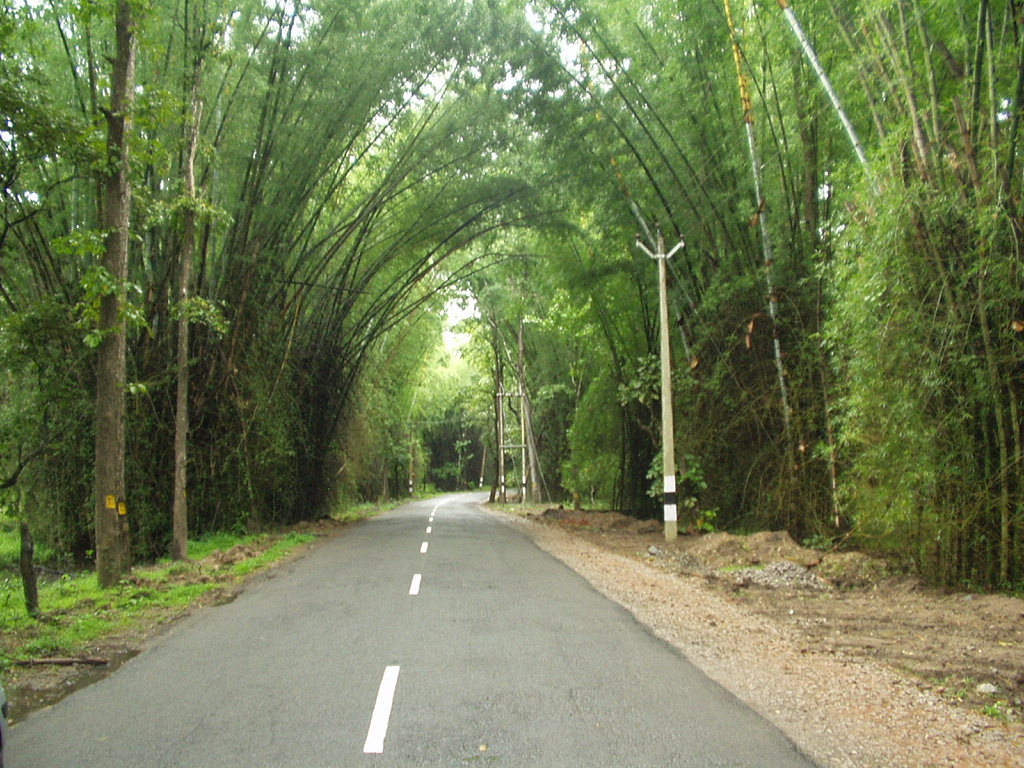
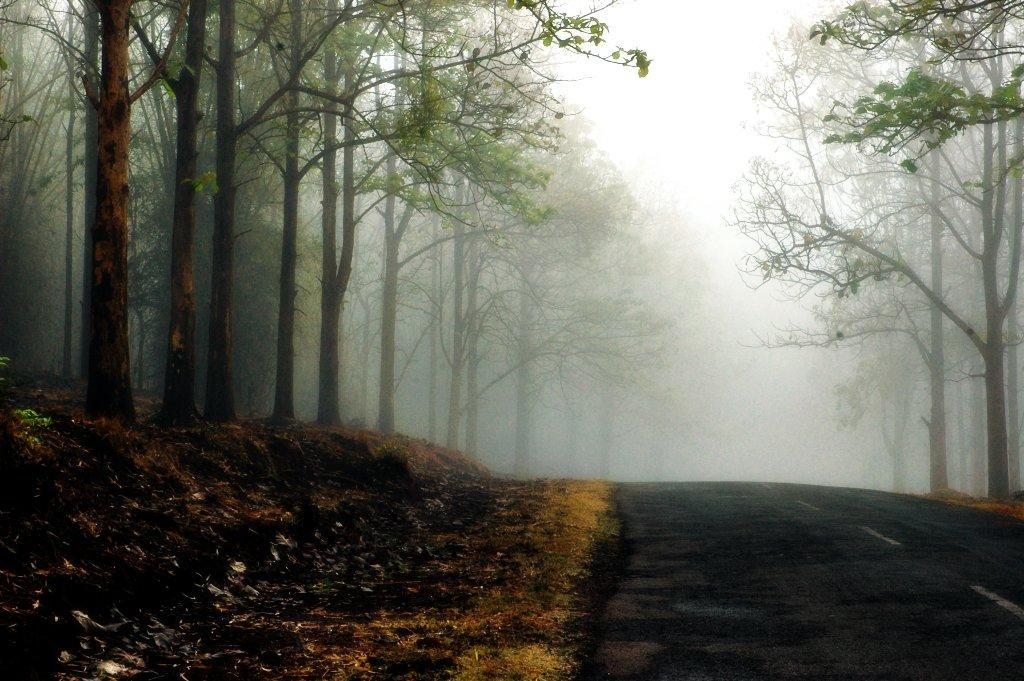
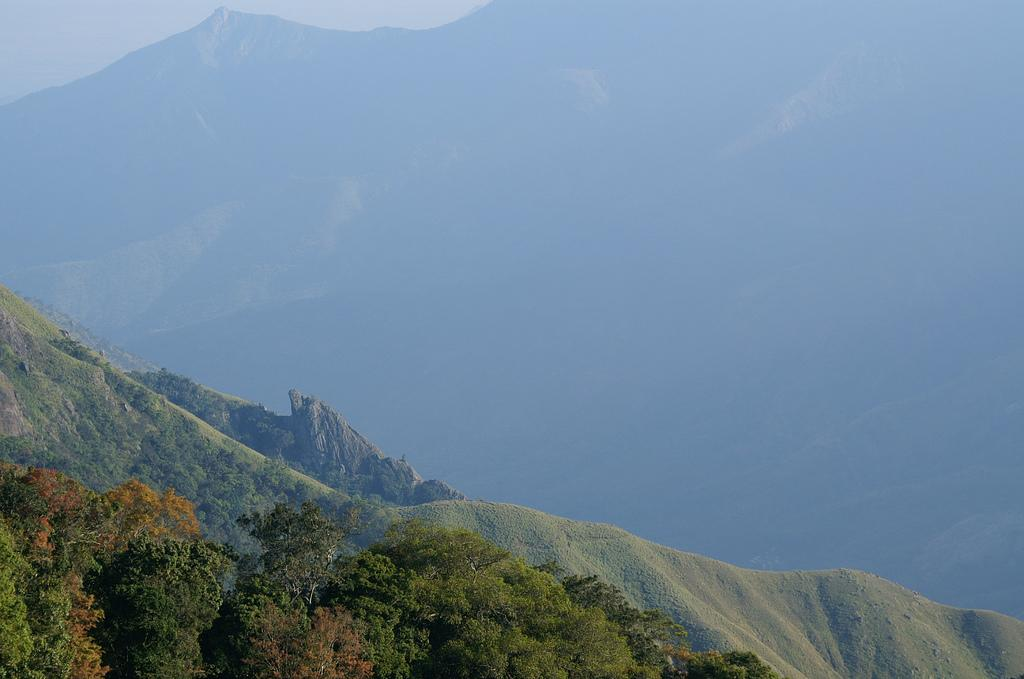

- ملف:Indian Tiger Wayanad.jpg

## كيفية الوصول
السلطان البطارية لديه اتصال الطريق جيدة جدا مع دول جنوب الهند.أقرب المطارات الدولية مطار كالكوة